# Châtillon-le-Duc
Châtillon-le-Duc település Franciaországban, Doubs megyében. Lakosainak száma 2025 fő (2022. január 1.). Châtillon-le-Duc Bonnay, École-Valentin, Tallenay, Bussières és Les Auxons községekkel határos.

## Népesség
A település népességének változása:
| Lakosok száma | 557  | 1334 | 1568 | 1957 | 1931 | 2040 | 2054 | 2023 | 2007 | 2025 |
|               | 1968 | 1982 | 1990 | 2006 | 2013 | 2015 | 2017 | 2019 | 2020 | 2022 |